# Zucchero & The Randy Jackson Band
Zucchero & The Randy Jackson Band je album talijanskog rock i blues glazbenika Zucchera koji je taj album izdao nakon nastupa na "Festival di Sanremo". Album je nastao 1985. godine a pjesma "Donne" jedna je od najvećih hitova u talijanskoj povijesti.
Ovo je jedan od posljednjih Zuccherovih albuma na talijanskom jeziku u potpunosti, a poseban je po tome što ga je Zucchero napravio s orkestrom u pozadini.
- Izdavačka kuća - : Polydor Records (Italija)

- Izašao: 1985.

## Pjesme
1. Donne - 3'37"
2. Stasera se un uomo - 4'30"
3. Ti farò morire - 4'03"
4. Per una delusione in più - 4'07"
5. Tu mi piaci come questa birra - 4'02"
6. Un piccolo aiuto - 3'32"
7. Jimmy Jimmy - 4'09"
8. Oh Stevie - 3'46"
9. Quasi quasi - 3'48"